# Santeri Kiiveri
 (décembre 2024).
Santeri Kiiveri est un skieur handisport finlandais, né le 18 mars 2000.

## Palmarès

### Jeux paralympiques
| Édition / Épreuve                   | Descente | Super-G | Slalom géant                      | Slalom | Combiné alpin                         |
| ----------------------------------- | -------- | ------- | --------------------------------- | ------ | ------------------------------------- |
| Jeux paralympiques 2018 Pyeongchang | 13e      | 11e     | 6e                                | 4e     | 6e                                    |
| Jeux paralympiques 2022 Pékin       | 8e       | 9e      | Médaille d'or, Jeux paralympiques | DNF    | Médaille d'argent, Jeux paralympiques |

Légende :
- : première place, médaille d'or
- : deuxième place, médaille d'argent
- : troisième place, médaille de bronze
- — : non disputée par Santeri Kiiveri
- DNF : N'a pas terminé